# グレース・ジョエル
グレース・ジョエル（Grace Jane Joel、1865年5月28日 – 1924年3月6日）はニュージーランドの画家である。主に肖像画、人物画を描いた。

## 略歴
ニュージーランド南島の南東部のオタゴ地方のダニーデンで生まれた。父親はイギリス生まれの酒類の輸入業者であった。
若い頃から画家になる道を選び 、ダニーデンのオタゴ女子高校を出た後、1886年にはオタゴ美術協会(Otago Art Society)のメンバーになった。1888年から1889年の間はオーストラリアに渡り、メルボルンのビクトリア国立美術館の美術学校で学んだ。その後、フレデリック・マッカビンやリンゼー・バーナード・ホールの指導を受けた。
1894年にダニーデンに戻り、オタゴ美術協会やイーゼル・クラブで活動し、イタリア出身でオーストリアやニュージーランドの画家に影響を与えた画家のジローラモ・ネルリとも知り合った。地元で肖像画家として知られるようになった。
美術界でより高い評価を得るために1899年にヨーロッパに渡り、ロンドンに住み、フランスやオランダも訪れた。ロイヤル・アカデミー・オブ・アーツの展覧会やフランス芸術家協会の展覧会にも出展した。1906年に短期間、ニュージーランドに帰国した期間を除いてその後はヨーロッパで活動し、1924年にロンドンで死去した。

## 作品

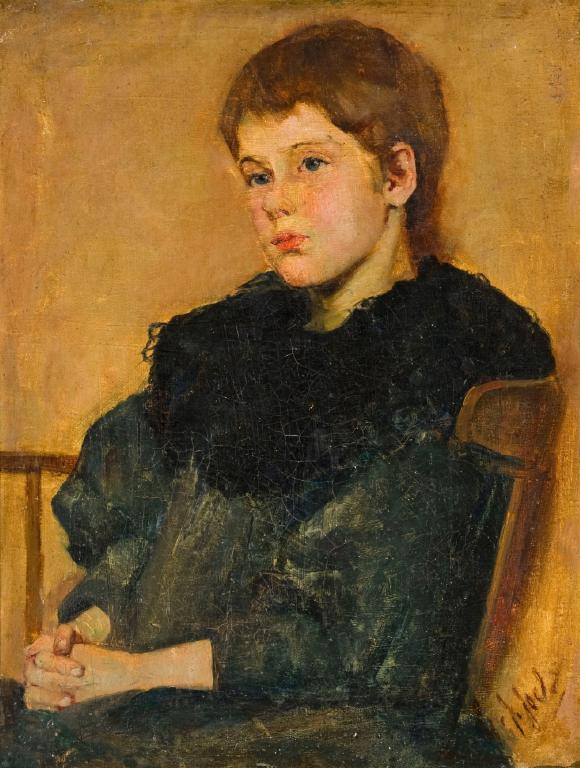
少女の肖像 (1894)
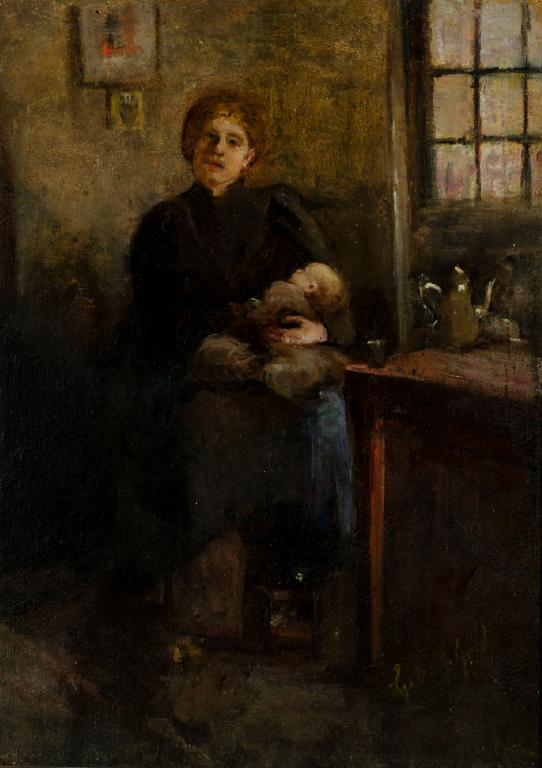
母と子 (1904)
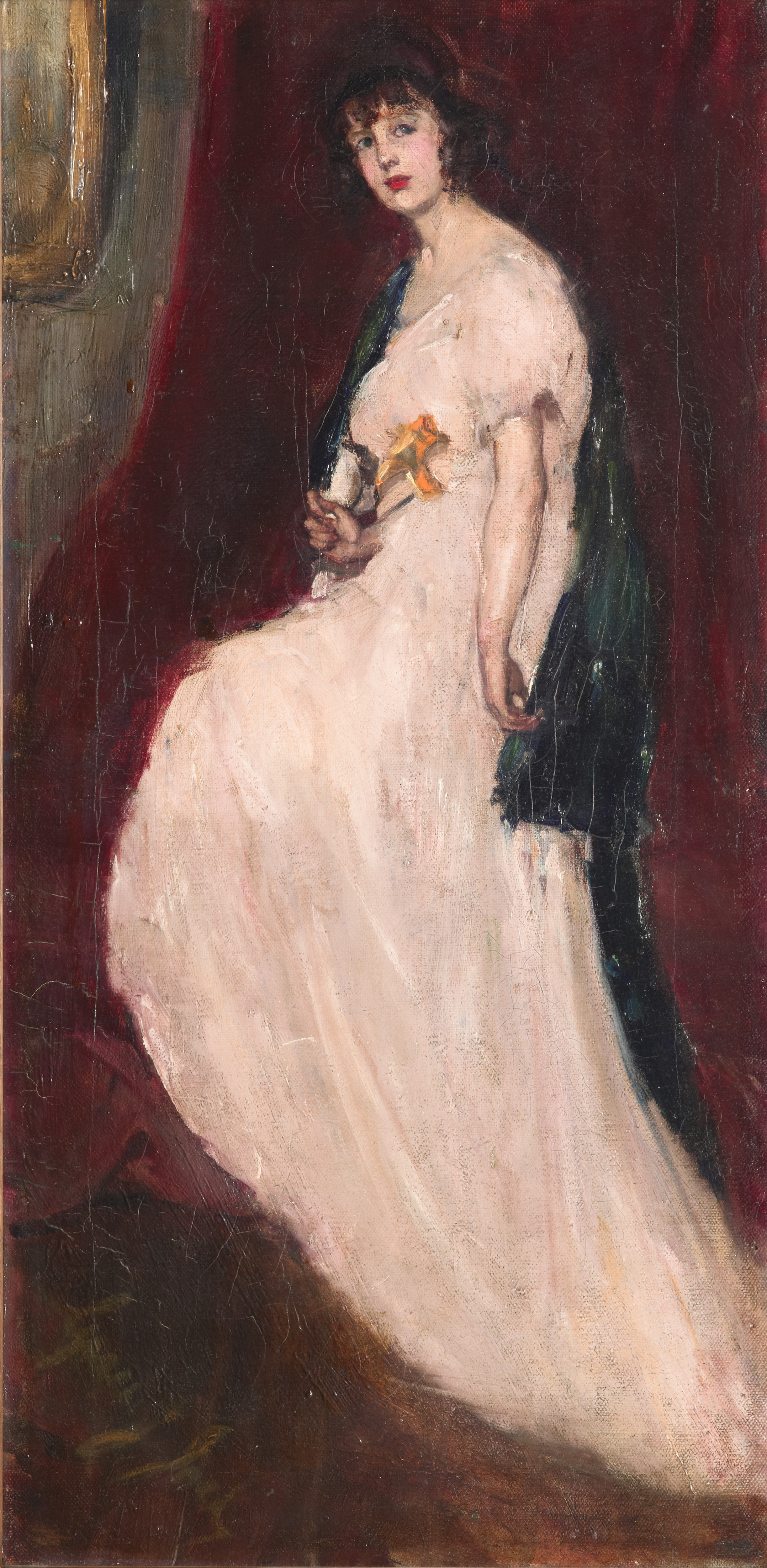
ピンクのドレスの少女 (c.1920)
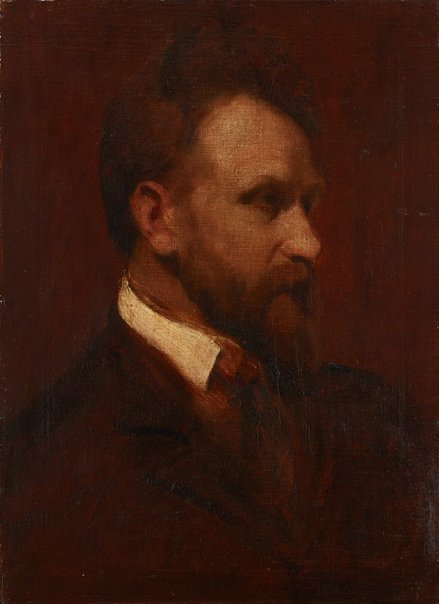
アーサー・ストリートン-画家